# Perameles papillon
Perameles papillon is een uitgestorven buideldas uit het geslacht der spitsneusbuideldassen. De wetenschappelijke naam van de soort werd voor het eerst geldig gepubliceerd door Travouillon & Phillips in 2018.

## Taxonomie
De populaties van deze soort werden traditioneel tot Perameles bougainville gerekend, maar uit onderzoek uit 2018 is gebleken dat het een aparte soort was.

## Voorkomen
De soort kwam voor op de Nullarborvlakte; in het zuidoosten van West-Australië en het zuidwesten van Zuid-Australië. De soort is in 1928 voor het laatst geobserveerd, maar de exacte datum van uitsterven is onbekend.
Levende soorten: Perameles bougainville · Tasmaanse buideldas (Perameles gunnii) · Spitsneusbuideldas (Perameles nasuta) · Perameles pallescens

Uitgestorven soorten: Woestijnbuideldas (Perameles eremiana) · Perameles fasciata · Perameles myosuros · Perameles notina · Perameles papillon